# 里维安
里维安是一家美国电动汽车制造商和汽车技术公司，成立于2009年，总部位于加利福尼亚州尔湾市。里维安的產品有运动型多用途车和皮卡和电动货车，這些車輛计划在2021年交付给客户。 该公司還计划在美国和加拿大建立充电网络。
2021年11月，里维安正式在美国纳斯达克挂牌上市，IPO筹资额约120亿美元，成为美股史上第六大IPO，也是2021年最大的IPO。